# Olhar Estrangeiro
Olhar Estrangeiro (br: Olhar Estrangeiro) é um documentário brasileiro de 2006, dirigido por Lúcia Murat.
Olhar Estrangeiro é um filme sobre os clichês e as fantasias que se avolumam pelo mundo afora sobre o Brasil. Baseado no livro “O Brasil dos gringos”, de Tunico Amâncio, o documentário mostra a visão que o cinema mundial tem do país. Filmado na França (Lyon e Paris), Suécia (Estocolmo) e EUA (Nova York e Los Angeles), o filme, através de entrevistas com os diretores, roteiristas e atores, desvenda os mecanismos que produzem esses clichês.
Seleção.

## Elenco
- Bo Jonsson
- Charlie Peters
- David Welsman
- Èdouard Luntz
- Gerard Lauzier
- Greydon Clark
- Hope Davis
- Jon Voight
- Larry Gelbart
- Michael Caine
- Philippe Clair
- Philippe de Broca
- Robert Elis Miller
- Tony Plana
- Zalman King